# 馬立克沙 (魯姆)
馬立克沙（土耳其語：Melikşah，他的名字意為「王中之王」）是魯姆蘇丹國的蘇丹，其統治期間為1110年－1116年。

## 統治
當馬立克沙的父親基利傑阿爾斯蘭一世於1107年去世後，魯姆蘇丹國的王座整整空缺了三年的時間，馬立克沙被關押在伊斯法罕直到1110年才返回安那托利亞繼承王位。
1116年馬立克沙於菲羅梅隆戰役中被當時拜占庭帝国的皇帝阿歷克塞一世擊敗，馬立克沙戰後與阿歷克塞一世簽屬了一份條約，合約中同意讓拜占庭人收回他們之前在安納托利亞地區丟失的所有土地，這次的失敗對馬立克沙的打擊極為致命，他的聲望和威信在此戰結束後一落千丈，馬立克沙很快便被自己的弟弟梅蘇德一世廢黜，失去王位的馬立克沙被刺瞎雙眼，並在不久後慘遭殺害，隨著梅蘇德一世的繼位，馬立克沙和拜占庭帝國所簽訂的合約也一同被宣告無效。
馬立克沙被安娜·科穆宁娜描述為一名經常無視他麾下經驗豐富將軍所提出戰略建議的傻瓜，馬立克沙甚至嘲笑和批評他的將領。